# Адорьян, Кристиан
Кристиа́н Адорья́н (венг. Adorján Krisztián; 19 января 1993, Будапешт) — венгерский футболист, игрок клуба «Будафок». Играет на позициях полузащитника и нападающего.

## Клубная карьера
Кристиан Адорьян — воспитанник клуба «Ливерпуль», в котором выступал за несколько юношеских команд после прихода из МТК. С 2012 года стал выступать за резервный состав «Ливерпуля».
22 июля 2013 года было официально объявлено об аренде Адорьяна в «Гронинген» сроком на 1 год. 5 августа Кристиан дебютировал за новый клуб в игре с НЕК (4:1) в рамках Эредивизи, где провёл на поле 4 минуты.